# Diego Rigonato
Diego Rigonato Rodrigues, mais conhecido como Diego ou ainda Diego Rodrigues (Americana, 9 de março de 1988), é um futebolista brasileiro que atua como meia.

## Carreira
Diego iniciou sua carreira muito cedo. Já no Rio Branco-SP, com apenas 12 anos, se destacava no infantil do clube. Depois, passou ainda pelo União Barbarense e São Paulo. Profissionalmente, atuou pelos brasileiros Inter Club Korea e Itararé, até tentar a vida na Europa.
No ano de 2006, no Velho Continente, Diego foi anunciado como reforço do Honvéd da Hungria. Sua estreia foi no dia 27 de novembro, fez seu primeiro jogo em solo húngaro contra o Vasas (0–1). Na sua primeira temporada no Campeonato Húngaro, ele participou de 11 jogos e anotou um gol. As temporadas seguintes foram mais produtivas para Diego, em 2008–09 foi campeão da Copa da Hungria. No total pelo clube húngaro, Diego teve 91 jogos disputados e 14 gols marcados.
Em 25 de junho de 2010, Diego assina um contrato de 3 anos com o Tours da França.

## Títulos
Budapest Honvéd
- Copa da Hungria: 2008–09[3]